# Joan Hotchkis
Joan Hotchkis (Los Ángeles, 21 de septiembre de 1927-Los Ángeles, 27 de septiembre de 2022) fue una actriz y guionista estadounidense de cine, teatro y televisión muy popular durante los años 1970 y más tarde se dio a conocer gracias a los atentados perpetrados en el 11-S.

## Carrera
Hotchkis había interpretado a la Dra. Nancy Cunningham, en algún momento novia de Oscar Madison (Jack Klugman) en la serie televisiva La extraña pareja.
En 1969 ganó el casting para ser Ellen, la esposa de John Monroe (William Windom), en El fantástico mundo del Sr. Monroe. La  serie ganaría dos Premios Primetime Emmy en 1970.
Hotchkis también hizo apariciones en las series Embrujados y Lou Grant.

## Producciones de Performance
Estudió Performance, dedicándose completamente a éste en sus últimos años de carrera y luego fundó en Santa Monica; Tearsheets Producciones.
Hotchkis escribió y actuó en dos reconocidas obras: Tearsheets: Cuentos rudos del Rancho, salió de gira por los Estados Unidos a principios de los años 1990 y en el extranjero participó en el Edimburgo Fleco de Festival Internacional, donde se convirtió en la única producción de EE. UU. en ganar un Fleco Primer Premio. Su segundo y último trabajo fue: "Elements of Flesh: O Screwing Saved my Ass" (1996), sobre el envejeciendo y la sexualidad. Hotchkis coescribió con Eric Morris el manual de actuación "No actuando por favor" (1977), el cual todavía es utilizado en colegios y universidades.

## Filmografía
- El Tardío Liz (1971) - Sally Pearson
- Breezy (1973) - Paula Harmon
- Legado (1975) - Bissie Hapgood
- Oda a Billy Joe (1976) - Anna "Mama" Hartley
- Novios viejos (1979) - Pamela Shaw
- El Último Juego (1984) - la madre de Cory